# ベンジャミン・トトリ
ベンジャミン・トトリ（Benjamin Totori、1986年2月20日 - ）はソロモン諸島出身のサッカー選手。ポジションはFW。

## 経歴
ニュージーランド・フットボールチャンピオンシップのヤングハート・マナワツで活躍後、オーストラリアのリッチモンドSCを経て、ワイタケレ・ユナイテッドに入団。2007年12月にはワイタケレのメンバーとしてFIFAクラブワールドカップ2007に出場。
2007年8月に行われた2010 FIFAワールドカップ・オセアニア予選・米領サモア戦でソロモン諸島代表デビュー。
2008年4月、北中米のサッカーリーグユナイテッドサッカーリーグ（USL）のポートランド・ティンバース（Portland Timbers）に移籍。契約終了後、ワイタケレに再入団し、FIFAクラブワールドカップ2008に出場した。

## 人物・エピソード
- 夢はテレビを買うことである[要出典]。

## 代表歴
- 2002年　U-16ソロモン諸島代表
- 2003年　U-17ソロモン諸島代表
- 2004年　U-20ソロモン諸島代表
- 2007年-現在　ソロモン諸島代表